# عبد الرحمن بولطيف
عبد الرحمن بولطيف (28 فبراير 1987 بباتنة في الجزائر - ) هو لاعب كرة قدم جزائري في مركز حراسة المرمى. لعب مع شباب عين الفكرون.

## روابط خارجية
- عبد الرحمن بولطيف على موقع قاعدة بيانات كرة القدم.إي يو (الإنجليزية)
- عبد الرحمن بولطيف على موقع Soccerway.com (الإنجليزية)